# Kaiserball (Film)
Kaiserball ist ein österreichischer Musik- und Liebesfilm des Regisseurs Franz Antel aus dem Jahr 1956, der auf Gustav von Mosers gleichnamigem Bühnenlustspiel basiert. Die Hauptrollen sind mit Sonja Ziemann und Rudolf Prack besetzt, tragende Rollen mit Hannelore Bollmann, Bully Buhlan, Hans Moser, Maria Andergast und Hans Olden.

## Handlung
Prinzessin Christine zu Schenckenberg-Nürtlingen soll mit dem Reichsgrafen von Hohenegg verlobt werden. Erzherzog Benedikt, ein ehemaliger Freund ihrer Mutter, fungiert dabei als Vermittler. Zu diesem Zweck reisen Christine und ihre Mutter nach Bad Ischl, wo ihr zukünftiger Ehemann ebenso wie der Erzherzog weilen, da dieser in Vertretung für seine Majestät den Kaiser den jährlichen „Kaiserball“ eröffnen soll. Bei dieser Gelegenheit sollen sich die beiden näher kennenlernen. Allerdings verliebt sich Christine, die inkognito angereist ist, dort in den preußischen Grafen von der Görtzen, der sich ebenfalls in Bad Ischl aufhält und zudem ein enger Freund des Reichsgrafen von Hohenegg ist.
Von Hohenegg hat inzwischen ein Auge auf die hübsche Näherin Franzi geworfen, die eigentlich ein Kleid ausliefern sollte und für Christine gehalten wird, da sie zufällig in dem Moment eintrifft, als diese erwartet wird. Rienössl, der Chefportier des Hotels, trägt mit zu dieser Verwechslung bei. Übereifrig zeigt er Prinzessin Christine an, die er für eine Hochstaplerin hält, und löst damit aus, dass die Wahrheit ans Tageslicht kommt. Von der Görtzen, der davon ausgegangen war, sich in eine Hochstaplerin verliebt zu haben, muss erkennen, dass er eine echte Prinzessin vor sich hat und Reichsgraf von Hohenegg stellt zu seiner Überraschung fest, dass es sich bei der jungen Frau, in die er sich verliebt hat, um die Näherin Franzi handelt. Bevor sich die Paare finden, die sich lieben, gibt es noch einige Turbulenzen zu überstehen. Von der Görtzen überwindet sich jedoch und kämpft um Prinzessin Christine und schafft auch das Missverständnis, das es zwischen seinem Freund von Hohenegg und Franzi gibt, aus der Welt, sodass einem Happy End nichts mehr im Wege steht.

## Produktion

### Produktionsnotizen
Der Film entstand in den Ateliers der Wien-Film Gesellschaft mbH. – Atelier Rosenhügel-Filmstudios. Die Außenaufnahmen wurden in Bad Ischl gedreht, als Kulisse des Hotels diente das Kongresshaus. Regisseur Antel baute die ein Jahr später eingestellte Salzkammergut-Lokalbahn mitsamt dem berühmten Lied in den Film ein. Die Bauten stammten von Otto Pischinger und Sepp Rothauer, die Gesamtleitung lag bei Kurt Schwarz. Kaiserball war der letzte von insgesamt 9 Filmen, die Sonja Ziemann gemeinsam mit Rudolf Prack drehte. Beide galten in der ersten Hälfte der 1950er Jahre als ein Traumpaar des deutschen Films.

### Lieder im Film
Die Liedertexte stammen von Ernst Bader, Peter Nach, Kurt Nachmann und Albin Konnert. Für die Lieder zeichnen Lotar Olias, Hans Lang, Heinz Musil und Johannes Fehring verantwortlich, dem auch die musikalische Leitung oblag.
- Zwischen Salzburg und Bad Ischl
- Links von Bergeshöhen, gesungen von Sonja Ziemann und Rudolf Prack
- Tagelang, wochenlang, monatelang denk ich nur an dich, gesungen von Hannelore Bollmann und Bully Buhlan
- Die große Liebe fängt so oft mit einem Walzer an, vorgetragen von Sonja Ziemann und Rudolf Prack sowie von Hannelore Bollmann und Bully Buhlan

### Veröffentlichung
Die Erstaufführung des Films fand am 19. Oktober 1956 im CC-Theater in Würzburg statt. Am 18. September 1957 wurde er unter dem Titel Kejserbal in Dänemark veröffentlicht. Unter dem Titel A császárbál war er in Ungarn zu sehen.

## Kritik
„Anspruchsloses Rührstück im Milieu der k.u.k. Monarchie: Eine Näherin gewinnt Herz und Hand eines Reichsgrafen.“

„K.-u.-k.-Kitsch, von Moser eingenuschelt“